# حوزه انتخابیه پاکدشت
حوزه انتخابیه پاکدشت یکی از حوزه‌های استان تهران برای انتخابات مجلس شورای اسلامی است. این حوزه به مرکزیت پاکدشت پس از جدایی از حوزه انتخابیه ورامین در دوره ششم دارای ۱ نفر نماینده مستقل می‌باشد. 

## نمایندگان

### دورهٔ دهم
1. محمد قمی

### دورهٔ یازدهم
1. فرهاد بشیری

### دورهٔ دوازدهم
1. فرهاد بشیری

## پی‌نوشت و منبع
1. ↑  «نتایج سرشماری عمومی نفوس و مسکن ۱۳۹۰، جمعیت شهرستان‌های کشور» (PDF). درگاه ملی آمار. بایگانی‌شده از اصلی (PDF) در ۱۱ مارس ۲۰۱۳. دریافت‌شده در شهریور ۱۳۹۰. تاریخ وارد شده در |تاریخ بازدید= را بررسی کنید (کمک)

- «جدول حوزه‌های انتخابیه در انتخابات نهمین دورهٔ مجلس شورای اسلامی» (PDF). مرکز پژوهش و سنجش افکار صدا و سیما. بایگانی‌شده از اصلی (PDF) در ۵ اكتبر ۲۰۱۸. دریافت‌شده در ۲۴ دسامبر ۲۰۱۵. تاریخ وارد شده در |archive-date= را بررسی کنید (کمک)